# Hilla
Hilla er en by i Irak, beliggende ved bredden af Eufrat cirka 100 kilometer syd for Bagdad med 541.034(2015) indbyggere. Byen ligger på stedet, hvor Babylon tidligere lå.